# Кваліфікація Ліги конференцій УЄФА 2021—2022: шлях чемпіонів
У цій статті викладено результати матчів шляху чемпіонів кваліфікації Ліги конференцій УЄФА 2021—22.
Час вказано в EEST (місцевий час вказано в дужках, якщо він відрізняється від вказаного).

## Другий кваліфікаційний раунд

### Результати
| Команда 1        | Заг. | Команда 2        | 1-й матч | 2-й матч |
| ---------------- | ---- | ---------------- | -------- | -------- |
| Теута            | 3:2  | Інтер            | 0:2      | 3:0 (дч) |
| Рига             | 3:0  | Шкендія          | 2:0      | 1:0      |
| Динамо (Тбілісі) | 2:7  | Маккабі (Хайфа)  | 1:2      | 1:5      |
| ГБ Торсгавн      | 6:0  | Будучност        | 4:0      | 2:0      |
| Лінфілд          | 4:0  | Борац            | 4:0      | 0:0      |
| Шахтар           | 1:3  | Фола             | 1:2      | 0:1      |
| Фольгоре         | 3:7  | Гіберніанс       | 1:3      | 2:4      |
| Приштина         | 6:5  | Коннас-Кі Номадс | 4:1      | 2:4      |
| Валюр            | 0:6  | Буде-Глімт       | 0:3      | 0:3      |

1. ↑  Порядок матчів було змінено після жеребкування.

### Матчі
| 22 липня 2020 20:00 (19:00 CEST) |

| Теута | 0:2      | Інтер                          |
| ----- | -------- | ------------------------------ |
|       | Протокол | - Сольдевіла Сольдуга 37', 56' |

| Ніко Дована, Дуррес |

| 27 липня 2020 18:45 (17:45 CEST) |

| Інтер | 0:3 (дч) | Теута                                    |
| ----- | -------- | ---------------------------------------- |
|       | Протокол | - Плаку 25', 80' - Каллаку 105+1' (пен.) |

| Естадіо Насьйональ, Андорра-ла-Велья |

Теута перемогли 3:2 (після додаткового часу) за сумою матчів.
| 22 липня 2020 20:00 |

| Рига                           | 2:0      | Шкендія |
| ------------------------------ | -------- | ------- |
| - Веслі Ната 13' - Вакулко 52' | Протокол |         |

| Сконто, Рига |

| 29 липня 2020 21:00 (20:00 CEST) |

| Шкендія | 0:1      | Рига          |
| ------- | -------- | ------------- |
|         | Протокол | - Сойсало 52' |

| Тоше Проескі, Скоп'є |

Рига перемогли 3:0 за сумою матчів.
| 22 липня 2020 19:30 (20:30 GET) |

| Динамо (Тбілісі) | 1:2      | Маккабі (Хайфа)        |
| ---------------- | -------- | ---------------------- |
| - Папава 88'     | Протокол | - Ацілі 8' - Давід 66' |

| Динамо Арена, Тбілісі |

| 29 липня 2020 20:00 |

| Маккабі (Хайфа)                                                  | 5:1      | Динамо (Тбілісі) |
| ---------------------------------------------------------------- | -------- | ---------------- |
| - Леві 17' - Споркследе 37' (аг) - Ацілі 75' - Ашкеназі 81', 85' | Протокол | - Осей 24'       |

| Саммі Офер, Хайфа |

Маккабі перемогли 7:2 за сумою матчів.
| 22 липня 2020 21:00 (19:00 WEST) |

| ГБ Торсгавн                                                    | 4:0      | Будучност |
| -------------------------------------------------------------- | -------- | --------- |
| - Пшибильський 45', 47' - П. Петерсен 58' - Югансен 66' (пен.) | Протокол |           |

| Гундадалюр, Торсгавн |

| 27 липня 2020 21:00 (20:00 CEST) |

| Будучност | 0:2      | ГБ Торсгавн                    |
| --------- | -------- | ------------------------------ |
|           | Протокол | - Мор 39' - Югансен 73' (пен.) |

| Под Горицом, Подгориця |

ГБ перемогли 6:0 за сумою матчів.
| 22 липня 2020 21:45 (19:45 BST) |

| Лінфілд                                                    | 4:0      | Борац (Баня-Лука) |
| ---------------------------------------------------------- | -------- | ----------------- |
| - Ньюберрі 2' - Манзінга 25' - Малгрю 75' - Каллахер 90+2' | Протокол |                   |

| Віндзор Парк, Белфаст |

| 29 липня 2020 21:00 (20:00 CEST) |

| Борац (Баня-Лука) | 0:0      | Лінфілд |
| ----------------- | -------- | ------- |
|                   | Протокол |         |

| Міський, Баня-Лука |

Лінфілд перемогли 4:0 за сумою матчів.
| 22 липня 2020 22:30 (21:30 CEST) |

| Шахтар         | 1:2      | Фола                          |
| -------------- | -------- | ----------------------------- |
| - Стасевич 67' | Протокол | - Омосанья 19' - Мустафич 44' |

| Діошдьйор, Мішкольц |

| 29 липня 2020 20:30 (19:30 CEST) |

| Фола           | 1:0      | Шахтар |
| -------------- | -------- | ------ |
| - Дельгадо 52' | Протокол |        |

| Стад Еміль Майріш, Еш-сюр-Альзетт |

Фола перемогли 3:1 за сумою матчів.
| 20 липня 2020 22:00 (21:00 CEST) |

| Фольгоре    | 1:3      | Гіберніанс                       |
| ----------- | -------- | -------------------------------- |
| - Феделі 5' | Протокол | - Дегабріеле 13' - Грек 26', 83' |

| Сан-Марино Стедіум, Серравалле |

| 27 липня 2020 21:00 (20:00 CEST) |

| Гіберніанс                                   | 4:2      | Фольгоре                   |
| -------------------------------------------- | -------- | -------------------------- |
| - Дегабріеле 9', 66' - Домору 47' - Грек 77' | Протокол | - Феделі 28' - Яссей 45+1' |

| Сентенарі, Та-Калі |

Гіберніанс перемогли 7:3 за сумою матчів.
| 20 липня 2020 19:00 (18:00 CEST) |

| Приштина                                       | 4:1      | Коннас-Кі Номадс |
| ---------------------------------------------- | -------- | ---------------- |
| - Бектеши 41' - Джон 53', 90+4' - Краснічі 79' | Протокол | - Мур 75'        |

| Фаділь Вокрі, Приштина |

| 29 липня 2020 21:00 (19:00 BST) |

| Коннас-Кі Номадс                                 | 4:2      | Приштина            |
| ------------------------------------------------ | -------- | ------------------- |
| - Інсалл 3', 57' - Горан 47' - Морріс 82' (пен.) | Протокол | - Краснічі 29', 36' |

| Парк Авеню, Абериствіт |

Приштина перемогли 6:5 за сумою матчів.
| 22 липня 2020 22:00 (19:00 WET) |

| Валюр | 0:3      | Буде-Глімт                           |
| ----- | -------- | ------------------------------------ |
|       | Протокол | - Солтнес 40' - Берг 51' (пен.), 54' |

| Глідаренді, Рейк'явік |

| 29 липня 2020 19:00 (18:00 CEST) |

| Буде-Глімт                            | 3:0      | Валюр |
| ------------------------------------- | -------- | ----- |
| - Солтнес 26' - Мое 61' - Хаген 90+3' | Протокол |       |

| Аспміра, Буде |

Буде-Глімт перемогли 6:0 за сумою матчів.

## Третій кваліфікаційний раунд

### Результати
| Команда 1       | Заг. | Команда 2   | 1-й матч | 2-й матч |
| --------------- | ---- | ----------- | -------- | -------- |
| Маккабі (Хайфа) | 7:3  | ГБ Торсгавн | 7:2      | 0:1      |
| Лінфілд         | 2:4  | Фола        | 1:2      | 1:2      |
| Шемрок Роверс   | 3:0  | Теута       | 1:0      | 2:0      |
| Рига            | 4:2  | Гіберніанс  | 0:1      | 4:1 (дч) |
| Приштина        | 2:3  | Буде-Глімт  | 2:1      | 0:2      |

### Матчі
| 5 серпня 2020 20:00 |

| Маккабі (Хайфа)                                                                     | 7:2      | ГБ Торсгавн                     |
| ----------------------------------------------------------------------------------- | -------- | ------------------------------- |
| - Давід 6', 24' - Хазіза 45+5' - Гершон 62' - Саар 74' - Ацілі 82' - Ашкеназі 90+2' | Протокол | - Даль 29' - Югансен 70' (пен.) |

| Саммі Офер, Хайфа |

| 12 серпня 2020 21:45 (20:45 WEST) |

| ГБ Торсгавн        | 1:0      | Маккабі (Хайфа) |
| ------------------ | -------- | --------------- |
| - Пшибильський 20' | Протокол |                 |

| Гундадалюр, Торсгавн |

Маккабі 7:3 за сумою матчів.
| 3 серпня 2020 21:45 (19:45 BST) |

| Лінфілд     | 1:2      | Фола                    |
| ----------- | -------- | ----------------------- |
| - Чедвік 9' | Протокол | - Бенсі 69' - Карон 89' |

| Віндзор Парк, Белфаст |

| 12 серпня 2020 20:30 (19:30 CEST) |

| Фола                                            | 2:1      | Лінфілд     |
| ----------------------------------------------- | -------- | ----------- |
| - Б. Коррейя Мендеш 69' - Паррейра 90+3' (пен.) | Протокол | - Роско 90' |

| Жозі Бартель, Люксембург |

Фола перемогли 4:2 за сумою матчів.
| 5 серпня 2020 22:00 (20:00 IST) |

| Шемрок Роверс | 1:0      | Теута |
| ------------- | -------- | ----- |
| - Емаху 90+1' | Протокол |       |

| Талла, Дублін |

| 12 серпня 2020 21:00 (20:00 CEST) |

| Теута | 0:2      | Шемрок Роверс     |
| ----- | -------- | ----------------- |
|       | Протокол | - Гаффні 20', 62' |

| Ельбасан Арена, Ельбасан |

Шемрок Роверс перемогли 3:0 за сумою матчів.
| 5 серпня 2020 20:00 |

| Рига | 0:1      | Гіберніанс   |
| ---- | -------- | ------------ |
|      | Протокол | - Аджиус 69' |

| Даугава, Рига |

| 12 серпня 2020 21:00 (20:00 CEST) |

| Гіберніанс       | 1:4 (дч) | Рига                                               |
| ---------------- | -------- | -------------------------------------------------- |
| - Дегабріеле 60' | Протокол | - Лео 49' - Пауревич 90+6' - Мурітала 105+3', 115' |

| Сентенарі, Та-Калі |

Рига перемогли 4:2 (після додаткового часу) за сумою матчів.
| 5 серпня 2020 21:00 (20:00 CEST) |

| Приштина                   | 2:1      | Буде-Глімт |
| -------------------------- | -------- | ---------- |
| - Джон 44' - Лоде 82' (аг) | Протокол | - Берг 11' |

| Фаділь Вокрі, Приштина |

| 12 серпня 2020 19:00 (18:00 CEST) |

| Буде-Глімт       | 2:0      | Приштина |
| ---------------- | -------- | -------- |
| Ботхейм 18', 78' | Протокол |          |

| Аспміра, Буде |

Буде-Глімт перемогли 3:2 за сумою матчів.

## Раунд плей-оф

### Результати
| Команда 1 | Заг. | Команда 2         | 1-й матч | 2-й матч |
| --------- | ---- | ----------------- | -------- | -------- |
| Жальгіріс | 2:3  | Буде-Глімт        | 2:2      | 0:1      |
| Нефтчі    | 3:7  | Маккабі (Хайфа)   | 3:3      | 0:4      |
| Флора     | 5:2  | Шемрок Роверс     | 4:2      | 1:0      |
| Рига      | 2:4  | Лінкольн Ред Імпс | 1:1      | 1:3 (дч) |
| Фола      | 2:7  | Кайрат            | 1:4      | 1:3      |

### Матчі
| 19 серпня 2021 20:00 |

| Жальгіріс             | 2:2      | Буде-Глімт       |
| --------------------- | -------- | ---------------- |
| - Кіш 7' - Діав 90+2' | Протокол | Салтнес 49', 54' |

| Стадіон ЛФФ, Вільнюс |

| 26 серпня 2021 19:00 (18:00 CEST) |

| Буде-Глімт     | 1:0      | Жальгіріс |
| -------------- | -------- | --------- |
| Сульбаккен 62' | Протокол |           |

| Аспміра (стадіон), Буде |

Буде-Глімт перемогли 3:2 за сумою матчів.
| 19 серпня 2021 20:00 (21:00 AZT) |

| Нефтчі                          | 3:3      | Маккабі (Хайфа)              |
| ------------------------------- | -------- | ---------------------------- |
| - Лавал 50', 66' - Махмудов 72' | Протокол | - Ацілі 9' - Чері 78', 90+6' |

| Восьмий кілометр, Баку |

| 26 серпня 2021 20:00 |

| Маккабі (Хайфа)                                                | 4:0      | Нефтчі |
| -------------------------------------------------------------- | -------- | ------ |
| - Менахем 20' - Ацілі 45+2' - Хазіза 52' (пен.) - Абу Фані 69' | Протокол |        |

| Саммі Офер, Хайфа |

Маккабі перемогли 7:3 за сумою матчів.
| 19 серпня 2021 19:00 |

| Флора                                         | 4:2      | Шемрок Роверс           |
| --------------------------------------------- | -------- | ----------------------- |
| - Зеньов 13' - Міллер 27', 87' - Саппінен 76' | Протокол | - Берк 44' - Скейлс 86' |

| А. Ле Кок Арена, Таллінн |

| 26 серпня 2021 22:00 (20:00 IST) |

| Шемрок Роверс | 0:1      | Флора        |
| ------------- | -------- | ------------ |
|               | Протокол | Саппінен 57' |

| Талла, Дублін |

Флора перемогли 5:2 за сумою матчів.
| 19 серпня 2021 20:00 |

| Рига        | 1:1      | Лінкольн Ред Імпс |
| ----------- | -------- | ----------------- |
| Вакулко 61' | Протокол | Карралеро 72'     |

| Сконто, Рига |

| 26 серпня 2021 19:00 (18:00 CEST) |

| Лінкольн Ред Імпс                                       | 3:1 (дч) | Рига        |
| ------------------------------------------------------- | -------- | ----------- |
| - Волкер 32' (пен.) - Р. Чиполіна 105+1' - Ронан 120+2' | Протокол | Вакулко 19' |

| Вікторія, Гібралтар |

Лінкольн Ред Імпс перемогли 4:2 (після додаткового часу) за сумою матчів.
| 19 серпня 2021 20:30 (19:30 CEST) |

| Фола         | 1:4      | Кайрат                                            |
| ------------ | -------- | ------------------------------------------------- |
| Мустафич 19' | Протокол | - Шушеначев 28' - Лав 37', 70' (пен.) - Алвеш 43' |

| Жозі Бартель, Люксембург |

| 26 серпня 2021 17:00 (20:00 ALMT) |

| Кайрат                         | 3:1      | Фола         |
| ------------------------------ | -------- | ------------ |
| - Шушеначев 12', 36' - Лав 28' | Протокол | Мустафич 43' |

| Центральний, Алмати |

Кайрат перемогли 7:2 за сумою матчів.

## Позначки
1. ↑  Домашній матч Шкендії відбувся на стадіоні Тоше Проескі у Скоп'є (Пн. Македонія), оскільки їх домашній стадіон — Еколог Арена у Тетово — не відповідав вимогам УЄФА.
2. ↑  Домашній матч Шахтаря відбувся на стадіоні Діошдьйор у Мішкольці (Угоршина) замість їх домашнього стадіону — Будівельник у Солігорську — оскільки у червні 2021 УЄФА призупинили проведення у Білорусі більшості матчів через санкції Європейського Союзу у відповідь на перехоплення літака рейсу 4978 Ryanair та, як наслідок, заборону європейським авіакомпаніям літити більруським авіапростором.[2]
3. ↑  Домашній матч Коннас-Кі Номадс відбувся на стадіоні Парк Авеню у Абериствіті (Уельс), оскільки їх домашній стадіон — Дісайд у Коннас-Кі — не відповідав вимогам УЄФА.
4. 1 2  Домашні матчі Фоли у третьому кваліфікаційному раунді та раунді плей-оф відбулися на стадіоні Жозі Бартель у Люксембурзі (Люксембург), оскільки їх домашній стадіон — Стад Еміль Майріш у Еш-сюр-Альзетті — не відповідав вимогам УЄФА.
5. ↑  Домашній матч Теути у третьому кваліфікаційному раунді відбувся на стадіоні Ельбасан Арена у Ельбасані (Албанія), оскільки їх домашній стадіон — Ніко Дована у Дурресі — не відповідав вимогам УЄФА.
6. ↑  Домашній матч Риги у третьому кваліфікаційному раунді відбувся на стадіоні Даугава у Ризі (Латвія) замість їх домашнього стадіону — Сконто у Ризі.